# Félix Cruz
Félix Cruz Barbosa (Torreón, 4 de abril de 1961) é um ex-futebolista mexicano que competiu na Copa do Mundo FIFA de 1986..